# ثلاثي كلورو السيلان
ثلاثي كلورو السيلان هو مركب كيميائي صيغته SiHCl3، ويوجد على شكل سائل عديم اللون.

## التحضير
يحضر المركب من تفاعل عنصر السيليكون مع حمض الهيدروكلوريك:
{\displaystyle \mathrm {Si+3\ HCl\rightarrow SiHCl_{3}+H_{2}} }
كما يمكن أن يحضر هذا المركب انطلاقاً من رباعي كلوريد السيليكون:
{\displaystyle \mathrm {3\ SiCl_{4}+\ 2\ H_{2}\ +\ Si\ {\xrightarrow {550\ K}}\ 4\ SiHCl_{3}} }

## الخواص
يوجد المركب في الشروط القياسية على شكل سائل عديم اللون، وهو يتفاعل مع الماء عند التماس معه، حيث يشكل مركبات سيليكونية مختلفة، بالإضافة إلى حمض الهيدروكلوريك.
كما يتفكك المركب عند التسخين؛ وبوجود حفاز مناسب يحدث تفاعل عدم تناسب إلى رباعي كلوريد السيليكون ومركب السيلان.
{\displaystyle \mathrm {4\ SiHCl_{3}\ \xrightarrow {Catalyst} \ 3\ SiCl_{4}\ +\ SiH_{4}} }

## الاستخدامات
يستخدم المركب بشكل واسع في تحضير المواد السيليكونية. من الأمثلة على ذلك دخوله في تفاعل إضافة السيليكون الهيدروجينية للحصول على مركبات السيليكون العضوية الموافقة:
{\displaystyle {\ce {RCH=CH2 + HSiCl3 -> RCH2CH2SiCl3}}}